# Фурье-спектрометр

Схема оптического Фурье-спектрометра.
Фурье-спектрометр представляет собой интерферометр Майкельсона, в котором одно из зеркал является подвижным, что позволяет варьировать разницу хода лучей. Смещение зеркала производится механическим приводом, управляемым ЭВМ.
1 — Источник белого света или исследуемый источник;
2 — Линза коллиматора;
3 — Кювета с исследуемым веществом;
4 — Опорный (эталонный) лазер;
5 — Вспомогательные зеркала опорного пучка от лазера;
6 — Фотоприёмник опорного пучка;
7 — Неподвижное зеркало;
8 — Подвижное зеркало;
9 — Механический привод подвижного зеркала;
10 — Объектив фотоприёмника;
11 — Фотоприёмник;
12 — Управляющий и обрабатывающий интерферограмму компьютер;
13 — Светоделительная пластина.

Интерферограмма полихроматического излучения. Когда разность длин путей до зеркал равна нулю наблюдается максимум интерференции.

Фурье-спектрометр — оптический прибор, используемый для количественного и качественного анализа содержания веществ в газовой пробе.

## Принцип действия
Основной элемент фурье-спектрометра — интерферометр Майкельсона.
Предположим, что имеется когерентный источник излучения с определённой длиной волны. Если разность хода двух лучей, достигающих приёмник, составляет {\displaystyle \lambda /2} (то есть лучи находятся в противофазе), интенсивность света, регистрируемая приёмником, близка к нулю. При перемещении подвижного зеркала интерферометра Майкельсона разность хода лучей изменяется, что приводит к изменению интенсивности света, регистрируемой приёмником. Интенсивность света достигает максимума, когда разность хода лучей кратна длине волны {\displaystyle \lambda }.
При перемещении зеркала на выходе приёмника будет наблюдаться электрический сигнал синусоидальной формы в зависимости от координаты зеркала. Притом период синусоиды зависит от длины волны источника, а амплитуда от интенсивности источника.
Теперь представим, что на входе немонохроматический источник. Излучение с каждой длиной волны в спектре источника света будет давать свою синусоиду на выходе приёмника, эти синусоиды суммируются, таким образом, на выходе приёмника мы получаем сложный сигнал.
При выполнении над полученным сигналом обратного преобразования Фурье, взяв за переменную координату подвижного зеркала, получаем спектр входного электрического сигнала, который также является спектром излучения источника (то есть интенсивность излучения источника на различных длинах волн).

## Применение для анализа газового состава пробы
Каждый газ имеет свой спектр поглощения, проходящего через него излучения. Причём величина поглощения зависит от концентрации данного газа.
Обычно на входе фурье-спектрометра устанавливают кювету, через которую прокачивают анализируемую газовую смесь.
С одной стороны кюветы стоит источник света, с другой ставится интерферометр Майкельсона. Таким образом спектр на входе интерферометра будет иметь «провалы» на определённых длинах волн.
После обратного преобразования Фурье получаем спектр поглощения, по которому достаточно просто определить присутствующие в анализируемом воздухе газы и их концентрацию.

## Применение
- Экология и охрана окружающей среды: определение концентрации вредных веществ в воздухе.
- В системах управления двигателями внутреннего сгорания (например, лямбда-зонд).
- На взрывоопасных и пожароопасных производствах для определения содержания горючих газов в процентах от НКПР.